# Человек из чёрной «Волги»
Челове́к из чёрной «Во́лги» — советский художественный фильм 1990 года. Снят кинокомпанией «Диалог» на киностудии Беларусьфильм по мотивам романа Андрея Молчанова «Новый год в октябре». Премьера фильма состоялась в декабре 1990 года. Одна из последних ролей Юрия Демича в кино. Автор сценария — Владимир Валуцкий, поскольку автор романа Андрей Молчанов от написания сценария отказался. Первая попытка поставить картину была сделана режиссёром Татьяной Лиозновой ещё в 1983 году, но кинематографическое начальство, испугавшись остроты материала, отказало в проекте именитому режиссёру. Только в 1989 году режиссёр Николай Лукьянов сумел огромными усилиями «пробить» картину на «Беларусьфильме».

## Сюжет
Главный герой фильма — молодой учёный-карьерист Алексей Вячеславович Прошин (Юрий Демич), внебрачный сын директора НИИ радиофизики Петра Борисовича Бегунова (Борис Иванов). Стараясь максимально использовать служебное положение отца, он всячески стремится «застолбить» своё место в науке и впоследствии стать чиновником. Ради достижения своих целей он использует любые способы и средства.

## В ролях
- Юрий Демич — Алексей Вячеславович Прошин, кандидат наук, молодой учёный-карьерист
- Людмила Николаева — Наталья Воронина, научный сотрудник, возлюбленная Алексея Прошина
- Николай Гравшин — Николай Авдеев, кандидат наук, талантливый учёный
- Борис Иванов — Пётр Борисович Бегунов, профессор, директор НИИ радиофизики
- Владимир Седов — Фёдор Константинович Леднёв, доктор наук, оппонент Алексея Прошина
- Владимир Новиков — Леонид Мартынович Поляков, профессор, директор НИИ микроэлектроники
- Юрий Казючиц — Сергей Глинский, кандидат наук, подчинённый Алексея Прошина
- Ростислав Янковский — Антонов, заместитель министра
- Александр Ткачёнок — Роман, научный сотрудник, подчинённый Алексея Прошина
- Александр Денисов — Михайлов, доктор наук, оппонент Алексея Прошина
- Наталья Лабурцева — Светлана, научный сотрудник, подчинённая Алексея Прошина
- Вадим Вильский — Захаров, секретарь парткома
- Андрей Анкудинов — Костя — Сергей Глинский, научный сотрудник, подчинённый Алексея Прошина
- Вячеслав Солодилов — Игорь Александрович Соловьёв, профессор, директор НИИ онкологии
- Жаннета Четверикова-Друцкая — секретарша Петра Бегунова
- Александр Аржиловский — Начальник ГАИ